# رون جکز
رون جکز (به انگلیسی: Ron Jacks) (زادهٔ ۲۳ ژانویهٔ ۱۹۴۸) شناگر اهل کانادا است.